# Naubates fuliginosus
Naubates fuliginosus är en insektsart som först beskrevs av Taschenberg 1882.  Naubates fuliginosus ingår i släktet Naubates och familjen fjäderlöss. Inga underarter finns listade i Catalogue of Life.